# 長泉院 (目黒区)
長泉院（ちょうせんいん）は、東京都目黒区にある浄土宗の寺院、江戸時代の浄土宗律院。山号は高峯山。

## 歴史
草創は1761（宝暦11）年。開山は増上寺第45代大玄とされるが、彼は律院（僧侶教育のための寺院）の創立を願ったまま1756（宝暦6）年に死去した。律僧の不能は大玄の遺志を継ぎ、当時は武蔵国多摩郡に存在し無住の寺院だった長泉院を、増上寺の所領である目黒の地に移すよう願い出て許可された。不能もこの許可が下りた直後1762（宝暦12）年に没し、新たな住職には普寂が就任した。これらの経緯から、「普寂が実質的な初代住職であった」とされる。
普寂は1766（明和3）年に和泉国堺の心蓮寺から本尊を譲り受け、翌年には本堂を建立している。1772（安永元）年、北川氏によって鐘および鐘楼が建てられた。
1781（天明元）年、普寂没後に堯雲が第4代住職となっている。1786（天明6）年には増上寺によって「長泉院定規」が出され、律僧が円頓戒を授けることや、一向宗素性の者および売買・法買・名利之輩が寺内に立ち入ることを禁じられた。西村玲は、長泉院の律僧が宗団の制御を離れて混乱したのではないかと推測している。
小説家武田泰淳は、養子となった先の実家が長泉院であり、自身も一時期住職となっていた。現在泰淳と随筆家武田百合子夫妻の墓所が同寺にある。
※歴代諸上人碑に名が彫られていない（要確認）
1978（昭和53年）年、20世紀後半以降の日本の彫刻家の作品を展示する長泉院附属現代彫刻美術館が開設され、第1・第2野外展示場を公開した。1982（昭和57）年に本館建物が完成し、1987（昭和62）年に第3野外展示場を増設、2003（平成15）年には野外企画専用の第4展示場を開設した。

## 所在地
東京都目黒区中目黒4-12-19

## 境内

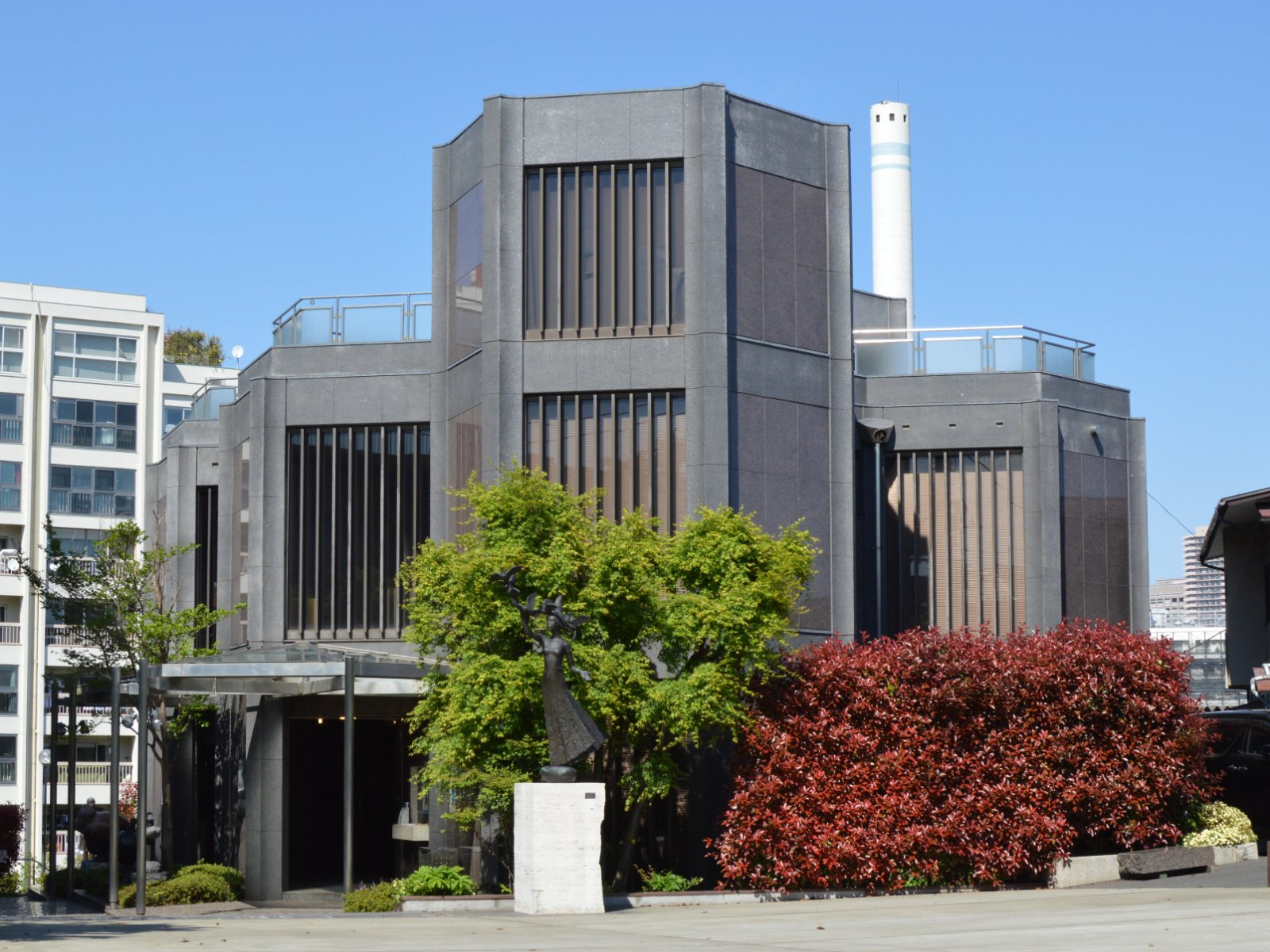
長泉院附属現代彫刻美術館

- 松崎慊堂墓　東京都指定旧跡 (1955年3月28日指定)[6]
- 従一位勲一等伯爵東久世通禧墓
- 従三位勲三等前田献吉墓
- 東久世孝人 - 通禧の次男。分家す。昭和4年8月20日歿。享年55歳
- 旗本前田氏 - 献灯に長男利兼、二男利新、三男利充とある。どの系統の前田家か不明。
- 長泉院附属現代彫刻美術館

## 寺院周辺
- 馬喰坂
- 十七が坂
- なべころ坂